# Willie Mitchell (musicista)
William Lawrence Mitchell (Ashland, 1º marzo 1928 – Memphis, 5 gennaio 2010) è stato un trombettista e produttore discografico statunitense.

## Biografia
Mitchell nacque nel 1928 ad Ashland, nel Mississippi, studiò al Rust College. Terminato il servizio militare nel 1954, si stabilì a Memphis, dove diresse la Manhattan Club Orchestra e la house band dell'etichetta discografica Home of the Blues.
Nel 1961 abbandonò la Home of the Blues per lavorare in qualità di produttore per la Hi Records. Poco più tardi pubblicò i suoi primi dischi. Uno dei suoi principali successi è Soul Serenade (1968), una cover di King Curtis che arrivò alla posizione numero 43 della classifica britannica.
Agli inizi degli anni settanta, Mitchell scritturò Al Green per la Hi Records e produsse tutti i suoi maggiori successi.
Negli anni ottanta, Mitchell gestì un'altra casa di produzione chiamata Waylo Records.
Mitchell morì nel 2010 a causa di un arresto cardiaco.

## Discografia

### Album in studio
- 1963 – Sunrise Serenade
- 1964 – 20-75
- 1964 – Hold It
- 1965 – It's Dance Time
- 1966 – It's What's Happenin'
- 1966 – The Hit Sound of Willie Mitchell
- 1967 – Ooh Baby, You Turn Me On
- 1968 – Soul Serenade
- 1969 – On Top
- 1969 – Solid Soul
- 1969 – Soul Bag
- 1970 – Robbin's Nest
- 1970 – The Many Moods of Willie Mitchell
- 1971 – Listen Dance
- 1981 – Willie Willie Willie
- 1986 – That Driving Beat
- 2003 – Walkin' with Willie
- 2008 – Best Damn Fool (con Buddy Guy)

### Album dal vivo
- 1968 – Willie Mitchell Live at the Royal
- 1977 – Willie Mitchell Live

### Compilation
- 2001 – Poppa Willie The Hi Years / 1962-74